# Christophe Colomb devant le conseil de Salamanque
Christophe Colomb devant le conseil de Salamanque (en espagnol : Cristóbal Colón ante el Concilio de Salamanca) est un tableau peint par Emanuel Leutze en 1841. 
Le tableau est un don au musée du Louvre effectué en février 2012 par les Americans friends of the Louvre. Il est conservé au musée du Louvre à Paris. En 2014, il est prêté au Musée des beaux-arts de Lyon dans le cadre de l'exposition L'invention du Passé. Histoires de cœur et d'épée 1802-1850.

## Sujet du tableau
Il représente un épisode, tiré du livre de Washington Irving, situé au couvent San Esteban de Salamanque, où un Conseil des sages, composé de savants et d'ecclésiastiques, se rassemble, à la suite de la demande du roi Ferdinand, pour étudier la proposition de Colomb d'atteindre les Indes par l'Ouest.